# André Silbermann
Pour les articles homonymes, voir Silbermann.
André Silbermann – ou Andreas Silbermann –, né le 16 mai 1678 à Kleinbobritzsch en Saxe et décédé le 16 mars 1734 à Strasbourg, est le premier d'une lignée de facteurs d'orgue réputés, actifs en Alsace au XVIIIe siècle. Lui-même réalisa 34 instruments, la plupart en Alsace, dont 13 dans des églises protestantes et 16 dans des églises catholiques. Les plus connus sont ceux des abbayes bénédictines de Marmoutier et d'Ebersmunster, fort bien conservés.

## Biographie
André Silbermannn naît le 16 mai 1678 à Kleinbobritzsch, en Saxe. Son père s’appelle Michael et est charpentier, tandis que sa mère se nomme Anne Marie Preussler. À treize ans il débute un apprentissage de menuisier à Freiberg, qui s’achève en 1694. Il fait probablement ensuite un second apprentissage chez un facteur d’orgues, mais le nom de celui-ci est inconnu, bien que des hypothèses évoquent Eugenio Casparini,. La première mention de sa présence en Alsace date de 1699, lorsqu’il rénove l’orgue de l’église de Bouxwiller. Il travaille quelque temps pour le facteur de clavecins Frédéric Ring, dont il tente, sans succès, de reprendre l’activité lorsque celui-ci fait une embolie en 1701. Il s’établit alors à son compte à Strasbourg avec son frère Gottfried et obtient le droit de bourgeoisie le 15 mars 1702,.
Après avoir réalisé l’orgue du couvent Sainte-Marguerite de Strasbourg en 1702-1703, Silbermann part à Paris pour se perfectionner dans la réalisation des orgues à la française. Il y travaille jusqu’en 1706 chez François Thierry, l'organier du roi,. Il rentre en Alsace le 3 mai 1706 et travaille dans l’atelier de Gottfried à Finkwiller jusqu’au départ de celui-ci pour la Saxe,. 
Ayant repris la direction de l’atelier, il parvient à obtenir des commandes importantes, notamment pour l’abbaye de Marmoutier en 1709 et la cathédrale de Bâle en 1711. Peu de temps après, en 1714, il se voit attribuer la reconstruction du grand orgue de la cathédrale de Strasbourg, chantier le plus prestigieux de sa carrière,.
André Silbermann meurt le 16 mars 1734 à Strasbourg et son atelier est repris par son fils Jean-André.

## Œuvres

### État des œuvres
La zone d’activité d’André Silbermann est la région est la région du Rhin supérieur, qui correspond à l’Alsace, au pays de Bade et à la Suisse alémanique. Il a réalisé au total trente-quatre orgues, dont neuf positifs. La majeure partie d’entre eux ont toutefois disparu ou ont été fortement remaniés ultérieurement. Ainsi, seuls les instruments de Marmoutier et d’Ebermunster sont encore en grande partie dans leur état original. Même y ajoutant ceux n’ayant été que modérément altérés, par exemple ceux de Saint-Matthieu de Colmar et Altorf, le total des instruments dont l’état de conservation est suffisant pour se représenter leur tonalité d’origine ne dépasse pas sept.

### Caractéristiques stylistiques
À part peut-être l’orgue réalisé en 1703 pour le couvent Sainte-Marguerite de Strasbourg, toutes les œuvres connues d’André Silbermann sont postérieures à son séjour parisien. Celui-ci joue un rôle central dans l’élaboration de sa signature stylistique. Il est à noter en particulier qu’il y est en contact étroit avec les Thierry, qui sont chargés de l’entretien de l’orgue de l’église Saint-Gervais, dont l’orgue de Marmoutier est une réplique presque exacte.
Les orgues d’André Silbermann sont ainsi fortement influencés par le style français. Celui-ci se retrouve notamment dans les mesures en pieds et la présence des trois groupes caractéristiques de ce style : plein-jeu, jeu de tierce, grand jeu. Néanmoins, il n’a généralement pas reproduit à l’identique le style parisien, mais y a ajouté certains éléments caractéristiques des orgues rhénans, notamment la pédale de 16’ à l’arrière du buffet principal.

## Historiographie
La vie de Silbermann est essentiellement connue au travers des écrits de son fils Jean-André. Ces écrits représentent un ensemble de sept volumes de notes générales sur les orgues d’Europe et leurs fabricants, dans lesquelles André Silbermann est régulièrement mentionné. Les informations généalogiques proviennent quant à elle essentiellement des registres paroissiaux.
C’est sur cette partie généalogique en particulier que l’historiographie a le plus évolué avec un bouleversement lié au travail de thèse de Marc Schaefer dans les années 1980, qui a rendu obsolète de larges parties de la bibliographie antérieure. Celui-ci a en effet mis en évidence par une étude approfondie des registres paroissiaux que la généalogie des Silbermann établie jusque-là était largement erronée. Il n’existe ainsi aucune trace tangible d’un lien matrimonial entre les Silbermann et les Sauer et Wentzel qui ont repris son atelier, ni avec les autres familles Silbermann établies en Alsace avant 1700.

### Liste des travaux d’André Silbermann[4]
| Commune                   | Lieu                                                                                        | Date | Travaux effectués                                                                | État de conservation | Image |
| ------------------------- | ------------------------------------------------------------------------------------------- | ---- | -------------------------------------------------------------------------------- | --- | ----- |
| Strasbourg                | couvent Sainte-Marguerite                                                                   | 1703 | Instrument complet (deux claviers, douze registres)                              | Parties du buffet dans l’église Saint-Gall d’Ittenheim |       |
| Strasbourg                | Collegium Willhelmitanum                                                                    | 1706 | Un clavier, huit registre, positif                                               | Disparu |       |
| Strasbourg                | Église Saint-Nicolas de Strasbourg                                                          | 1707 | Deux claviers dix-huit registres                                                 | Presque entièrement disparu à l’exception de quelques tuyaux à l’église de Neuf-Brisach |       |
| Strasbourg                | Église des dominicains                                                                      | 1708 | Nouveau pédalier (sept registres)                                                | Façade du buffet dans l’église Saint-Grégoire de Ribeauvillé |       |
| Strasbourg                | Église Saint-Pierre-le-Vieux de Strasbourg                                                  | 1709 | Deux claviers, vingt-et-un registres                                             | Buffet en partie conservé in situ |       |
| Marmoutier                | église abbatiale                                                                            | 1710 | Trois claviers, vingt-deux registres                                             | Instrument place, modifié par Jean-André Silbermann en 1746 (cinq registres supplémentaires) |       |
| Bâle                      | Cathédrale de Bâle                                                                          | 1711 | Deux claviers, vingt-et-un registres                                             | Disparu |       |
| Bâle                      | église Saint-Pierre                                                                         | 1712 | Trois claviers, vingt-six registres                                              | En grande partie disparu à part quelques tuyaux |       |
| Obernai                   | Église Saints-Pierre-et-Paul d'Obernai                                                      | 1713 | Instrument complet (trois claviers, vingt registres)                             | Buffet dans l’église Saint-Maximin de Niedernai |       |
| Geudertheim               | église mixte                                                                                | 1715 | Un clavier, huit registres                                                       | Disparu |       |
| Strasbourg                | Cathédrale Notre-Dame de Strasbourg (voir aussi Grand orgue de la cathédrale de Strasbourg) | 1716 | Partie instrumentale (trois claviers, trente-neuf registres)                     | Tuyaux de façade toujours en place, quelques tuyaux internes subsistent |       |
| Strasbourg                | Église Saint-Étienne de Strasbourg                                                          | 1716 | Instrument complet (deux claviers, quatorze registres)                           | Buffet et quelques tuyaux dans l’église protestante de Bischheim |       |
| Strasbourg                | Résidence des Andlau ?                                                                      | 1717 | Deux claviers, six registres (positif)                                           | Disparu |       |
| Strasbourg                | Résidence de Michael Keck ?                                                                 | 1718 | Un clavier, quatre registres (positif)                                           | Disparu |       |
| Strasbourg                | Église Sainte-Aurélie de Strasbourg                                                         | 1718 | Deux claviers, vingt registres                                                   | Instrument toujours en place, buffet d’origine mais la plupart des tuyaux ont été remplacés |       |
| Strasbourg                | Église Sainte-Madeleine de Strasbourg                                                       | 1718 | Deux claviers, quatorze registre                                                 | Disparu |       |
| Bâle                      | église Saint-Léonard                                                                        | 1718 | Un clavier, quinze registres                                                     | Modifié par Jean-André Silbermann en 1718 (six registres supplémentaires au positif de dos). Seul le buffet subsiste de l’instrument d’origine.                                                                     |       |
| Strasbourg                | Résidence de Johann Heinrich Vigera ?                                                       | 1718 | Un clavier, quatre registres                                                     | Disparu |       |
| Haguenau                  | église Saint-Joseph                                                                         | 1719 | Deux claviers, huit registres (positif)                                          | Conservé au Musée des Arts décoratifs de Strasbourg |       |
| Strasbourg                | Église protestante Saint-Pierre-le-Jeune de Strasbourg                                      | 1719 | Un clavier, quatre registres                                                     | Disparu |       |
| Strasbourg                | église de l’oratoire de la Toussaint                                                        | 1719 | Un clavier, six registres (positif)                                              | Disparu |       |
| Wissembourg               | église Saint-Jean                                                                           | 1720 | Deux claviers, quatorze registres                                                | Seuls quelques tuyaux subsistent |       |
| Saint-Léonard             | église collégiale Saint-Léonard                                                             | 1721 | Deux claviers, sept registres                                                    | Buffet conservé à l’église d’Ottrott |       |
| Kolbsheim                 | Résidence des Lenck ?                                                                       | 1722 | Un clavier, quatre registres                                                     | Disparu |       |
| Neuried-Altenheim         | église protestante                                                                          | 1722 | Un clavier, huit registre                                                        | Disparu |       |
| Bischwiller               | Église protestante de Bischwiller                                                           | 1724 | Deux claviers, treize registres. Augmentation à seize registres en 1729          | Instrument toujours en place, dix registres d’origine conservés |       |
| Colmar                    | Église des Dominicains de Colmar                                                            | 1726 | Trois claviers, vingt-trois registres                                            | Subsiste mais se trouve désormais dans l’église de Niedermorschwihr |       |
| Strasbourg                | Église Saint-Guillaume de Strasbourg                                                        | 1728 | Deux claviers, vingt registres                                                   | Instrument toujours en place, mais seul le buffet est encore d’origine |       |
| Vieux-Thann               | église des Dominicaines                                                                     | 1726 | Deux claviers, huit registres                                                    | Disparu |       |
| Altorf                    | église Saint-Cyriaque                                                                       | 1730 | Deux claviers, quinze registres                                                  | Instrument toujours en place |       |
| Ebersmunster              | église abbatiale                                                                            | 1731 | Trois claviers, vingt-six registres. Augmentation à vingt-huit registres en 1732 | Instrument toujours en place |       |
| Koenigsbrück (Leutenheim) | église des Cisterciennes                                                                    | 1732 | Un clavier, huit registres                                                       | Disparu |       |
| Colmar                    | Église Saint-Matthieu de Colmar                                                             | 1732 | Trois claviers, vingt-quatre registres                                           | Subsiste avec un buffet modifié |       |
| Saverne                   | Château des Rohan                                                                           | 1733 | Un clavier, quatre registres (positif)                                           | Disparu |       |
| Rosheim                   | Église Saints-Pierre-et-Paul de Rosheim                                                     | 1733 | Trois claviers, vingt-trois registres                                            | Dispersé : les tuyaux et les sommiers de la pédale sont encore à Rosheim, mais le buffet, le positif de dos et les sommiers du grand orgue sont à l’église de Waldowisheim et trois registres à celle de Lixhausen. |       |